# Herbert Neumann
Herbert Neumann est un footballeur  et entraîneur allemand né le 14 novembre 1953 à Cologne (Allemagne).

## Biographie
Il a joué comme milieu de terrain principalement au  1.FC Cologne. Il  a remporté tous ses titres dans le club de sa ville natale: Coupe d'Allemagne (1977, 1978 et 1983), Championnat d'Allemagne (1978) et sélection en équipe nationale (1978).
Il est le premier joueur allemand à avoir joué dans le Calcio, lors de la saison 1980-1981.
Plus tard, il a fait une carrière d'entraîneur en Suisse, aux Pays-Bas, en Belgique et en Turquie.

## Palmarès
- International allemand en 1978 (1 sélection)
- Champion d'Allemagne en 1978 avec le 1.FC Cologne
- Vice-Champion d'Allemagne en 1973 avec le 1.FC Cologne
- Vainqueur de la Coupe d'Allemagne en 1977, 1978 et 1983 avec le 1.FC Cologne
- Finaliste de la Coupe d'Allemagne en 1973 et 1980 avec le 1.FC Cologne